# Michal Bartosch
Michal Bartosch (* 20. Januar 1985 in Opava, Tschechoslowakei) ist ein deutscher Eishockeyspieler mit tschechischen Wurzeln, der seit Dezember 2009 beim EHC Bayreuth unter Vertrag steht.

## Karriere
Michal Bartosch begann seine Karriere in den Nachwuchsmannschaften des 1. EV Weiden, bevor er in der Spielzeit 2003/04 für Weidens Herrenmannschaft in der 2. Eishockey-Bundesliga debütierte. In der folgenden Saison etablierte sich Bartosch innerhalb der Mannschaft und wurde nach Weidens Abstieg in die Eishockey-Oberliga von den Frankfurt Lions verpflichtet, die ihn mittels Förderlizenz beim EHC Freiburg einsetzten. Im Verlauf der Saison absolvierte Bartosch seine ersten beiden DEL-Partien, spielte aber ansonsten in Freiburg. Am Ende der Saison 2005/06 stieg der EHC in die Oberliga ab und Bartosch entwickelte sich in der folgenden Oberliga-Spielzeit zu einem Leistungsträger innerhalb der Mannschaft.
Im Sommer 2007 wurde er vom EHC Wolfsburg verpflichtet und mit einer Förderlizenz für den ETC Crimmitschau ausgestattet. Aufgrund seiner guten Leistungen sicherte er sich jedoch einen Stammplatz im DEL-Kader, so dass er 52 von 56 möglichen DEL-Partien absolvierte und nur siebenmal in der 2. Bundesliga eingesetzt wurde. Am 21. Dezember 2007 erzielte er sein erstes DEL-Tor gegen die Adler Mannheim. Nach Ende der Spielzeit bekam er jedoch kein neues Vertragsangebot von den „Grizzly Adams“ und entschied sich für einen Wechsel zum Zweitliga-Aufsteiger Dresdner Eislöwen. Für die Eislöwen konnte er in 45 Zweitliga-Partien 17 Scorerpunkte erreichen, bekam aber nach der Saison keinen neuen Vertrag. Daraufhin versuchte er über Trainingslager bei verschiedenen Vereinen der zweiten und dritten Spielklasse einen Vertrag zu erhalten und bekam schließlich kurz vor Saisonstart einen Probevertrag bei den EHF Passau Black Hawks. Dieser lief im November 2009 aus und Bartosch trainierte in der Folge beim EV Weiden mit. Im Dezember 2009 wurde er von den Bayreuth Tigers unter Vertrag genommen, für die er seither in der Bayernliga/Oberliga spielt.

## Karrierestatistik
(Legende zur Spielerstatistik: Sp oder GP = absolvierte Spiele; T oder G = erzielte Tore; V oder A = erzielte Assists; Pkt oder Pts = erzielte Scorerpunkte; SM oder PIM = erhaltene Strafminuten; +/− = Plus/Minus-Bilanz; PP = erzielte Überzahltore; SH = erzielte Unterzahltore; GW = erzielte Siegtore; 1 Play-downs/Relegation; Kursiv: Statistik nicht vollständig)